# (33045) 1997 UF1
(33045) 1997 UF1 est un astéroïde de la ceinture principale d'astéroïdes découvert en 1997.

## Description
(33045) 1997 UF1 a été découvert le 21 octobre 1997 à l'observatoire de Nachikatsuura au Japon, par Yoshisada Shimizu et Takeshi Urata.

### Caractéristiques orbitales
L'orbite de cet astéroïde est caractérisée par un demi-grand axe de 2,32 ua, un périhélie de 1,100 ua, une excentricité de 0,14 et une inclinaison de 4,33° par rapport à l'écliptique. Du fait de ces caractéristiques, à savoir un demi-grand axe compris entre 2 et 3,2 ua et un périhélie supérieur à 1,666 ua, il est classé, selon la JPL Small-Body Database, comme objet de la ceinture principale d'astéroïdes.

### Caractéristiques physiques
(33045) 1997 UF1 a une magnitude absolue (H) de 15,1 et un albédo estimé à 0,055.